# Нюрнбергская хроника
Ню́рнбергская хро́ника (лат. Liber Chronicarum, нем. Die Schedelsche Weltchronik) — инкунабула 1493 года издания, содержащая иллюстрированную хронику библейской истории от сотворения мира. 
«Книга хроник с цифрами и изображениями от сотворения мира» («Liber chronicarum cum figuris et ymaginibus ab inicio mundi») написана на латинском языке Хартманом Шеделем, издана в переводе на средненемецкий язык Георга Альта, латинское и немецкое издания отличаются друг от друга. Уникальным этот труд делают 1809 ксилографических иллюстраций, органически связанных с текстом. Некоторые сохранившиеся экземпляры раскрашены от руки.

## Содержание
Над своей хроникой Хартман Шедель, медик по образованию, работал примерно с 1485 года, сблизившись с известными учёными-гуманистами, в том числе Конрадом Цельтисом, Сигизмундом Мейстерлином, Иеронимом Мюнцером, Иоганном Тритемием и Дитрихом Ульсением. Побудительным мотивом к публикации подобного труда послужило успешное развитие в германских землях книгопечатания, выразившегося, в частности, в издании книг по всемирной и германской истории.
В качестве основных источников Шедель использовал «Анналы» Ламберта Херсфельдского (1080), «Хронику пап и императоров» Мартина Опавского (1278), напечатанную в 1477 году в Турине, «Хронику императоров и королей» страсбургского хрониста Якоба Твингера фон Кёнигсхофена (1420), выпущенную в 1477 году в Аугсбурге, «Хронику правителей земли Баварской» Андреаса из Регенсбурга (1442), а также «Всемирную хронику» монаха-августинца Джакомо Филиппо Форести из Бергамо, вышедшую в свет в 1483 году в Венеции.
В содержательном отношении «Нюрнбергская хроника» следует средневековой традиции и делит мировую историю на семь веков:
1. От сотворения мира до потопа;
2. От окончания потопа до рождения Авраама;
3. От Авраама до Давида;
4. До Вавилонского пленения;
5. До Рождества Христова;
6. После Рождества Христова до конца XV века (занимает бо́льшую часть объёма книги);
7. Конец света и Страшный Суд.

## Издание
Впервые книга вышла в свет 12 июля 1493 года в Нюрнберге в латинской версии под заглавием «Liber chronicarum cum fìguris et ymaginibus ab inicio mundi»; 23 декабря того же года вышел немецкий перевод Георга Альта. Подсчитано, что примерный тираж составлял от 1400 до 1500 экз. латинской версии, и 700—1000 экз. немецкой. Стоимость книги была высока: в Лондоне в 1495 году экземпляр хроники был оценен в 66 шиллингов 8 пенсов. В Аугсбурге в 1496, 1497 и 1500 гг. выходили переиздания меньшего формата, которые стоили значительно дешевле нюрнбергского фолианта и были доступны более широкому кругу читателей. Согласно одному из документов, на 1509 год не были проданы 539 экз. на латыни и 60 — на немецком. К началу XXI века сохранились около 400 латинских и 300 немецких экземпляров хроники. Некоторые экземпляры раскрашены от руки. Отдельные экземпляры были расшиты, поскольку большие иллюстрации пользовались отдельным спросом.
Печатником «Нюрнбергской хроники» был Антон Кобергер — крёстный отец Альбрехта Дюрера.
К изданию 1493 года в мастерской нюрнбергских художников Михаэля Вольгемута — учителя Альбрехта Дюрера, и его зятя Вильгельма Плейденвурфа было вырезано 645 гравюр, с которых сделали 1809 иллюстраций. Хотя иллюстраций-ксилографий в тексте всего 1809 (на 336 страницах), в действительности многие из них, особенно изображения городов, дублируются (некоторые до 11 раз), так, изображение Аквилеи напоминает изображение Болоньи, изображение Вероны — Перуджи, а изображение христианского Марселя и вовсе подменяется панорамой Никеи с мечетью на правом заднем плане. Вероятно, эскизы для некоторых городов Шеделю получить так и не удалось, поэтому пустые места он заменил произвольными. Наиболее достоверными являются виды германских городов и некоторых городов Италии, в которых хронист, по-видимому, бывал лично; изображения же городов Востока и классической древности являются условными. Невзирая на явные неточности и искажения, ксилографии хроники представляют немалый интерес как источник сведений не только об архитектурных традициях, принципах городской застройки, устройстве укреплений и публичных зданий, но и конструкции морских и речных судов, пристаней, мостов и пр.
Всего в книге 642 оригинальные иллюстрации, большие — в разворот, имеют формат 342 на 500 мм. Среди иллюстраций 29 двусторонних городских пейзажей и две двусторонние карты: карта мира и карта Центральной и Северной Европы. Америка на карте мира ещё не показана, так как о существовании этого континента стало известно лишь после того, как Америго Веспуччи сообщил о своей южноамериканской экспедиции 1501—1502 годов. На карте Европы «Руссия» (Rvssia) и «Московия» (Mosovia) показаны отдельно, первая занимает владения Великого Новгорода и Пскова, вторая — Великого княжества Московского.
Рукопись хроники хранилась в личной библиотеке Хартмана Шеделя, после его смерти, в 1552 году, перешла в библиотеку Иоганна Якоба Фуггера, которая в свою очередь в 1571 году перешла в собственность герцога Альбрехта V Баварского, и ныне находится в собрании Баварской государственной библиотеки (Мюнхен).

## Галерея
- Нюрнберг
- Аугсбург
- Магдебург
- Регенсбург
- Вюрцбург
- Зальцбург
- Страсбург
- Бамберг
- Трир
- Любек
- Эрфурт
- Майнц
- Констанц
- Мюнхен
- Ульм
- Париж
- Лион
- Марсель
- Базель
- Вена
- Прага
- Краков
- Вроцлав
- Ныса
- Буда
- Шабац
- Аквилея
- Венеция
- Генуя
- Милан
- Павия
- Мантуя
- Флоренция
- Верона
- Перуджа
- Неаполь
- Болонья
- Пиза
- Падуя
- Рим
- Никея
- Дамаск
- Иерусалим
- Вавилон
- Ниневия
- Александрия
- Троя
- Карфаген
- Карта Центральной и Северной Европы